# Tendayi Darikwa
Tendayi David Darikwa (Nottingham, 13 dicembre 1991) è un calciatore inglese naturalizzato zimbabwese, difensore o centrocampista del Lincoln City e della nazionale zimbabwese.

## Biografia
Nato da genitori zimbabwesi espatriati a Nottingham, Darikwa cresce a West Bridgford, nel Nottinghamshire.

## Carriera

### Club

#### Chesterfield
Darikwa inizia la sua carriera al Chesterfield, firmando il suo primo contratto da professionista nell'estate 2010, passando poi in prestito nell'ottobre 2010 al Barrow, insieme al compagno di squadra Craig Clay.
Il 27 novembre 2010, Darikwa debutta con la maglia dei Spireites nel match di FA Cup, perso per 3-1 contro il Burton Albion, entrando al 55º minuto al posto di Deane Smalley.
Il suo debutto in un match di campionato avviene nella stagione successiva, partendo titolare nel match contro il Notts County. A fine stagione, Darikwa firma un nuovo contratto di un anno per la stagione successiva. Grazie all'ottima stagione, anche grazie all'arrivo del nuovo manager Paul Cook ad ottobre 2012, Darikwa firma un'estensione contrattuale fino al 2015. Nella stessa stagione, Darikwa vince il Football League Young Player of the Month a dicembre 2012. Ad ottobre 2013, Darikwa è stato accostato al Manchester United, visto che l'allenatore dei Reds David Moyes stava seguendo il giocatore. Darikwa disse di essere lusingato dell'interesse, ma ritenne di non essere pronto a giocare a quel livello.
Il 30 marzo 2014, Darikwa ha giocato la finale del Football League Trophy contro il Peterborough United, partita giocata al Wembley Stadium e persa per 3-1 dal Chesterfield. Darikwa è stato anche fondamentale per la vittoria della League Two, contribuendo attivamente alla promozione della sua squadra.
Dopo esser passato dal ruolo di ala destra al ruolo di terzino destro durante la stagione 2013-2014, nella stagione 2014-2015 Darikwa sceglie il 2 come numero di maglia al posto del 7, cambio dovuto anche al cambio di posizione. Il 7 aprile 2015, segna il suo primo gol della stagione nella vittoria contro il Crewe Alexandra. Un'altra ottima stagione di Darikwa, ha aiutato il Chesterfield a raggiungere i playoff di League One, venendo sconfitto solamente in semifinale contro il Preston North End.
Il 6 maggio 2015, Darikwa viene insignito di quattro premi dal Chesterfield, tra cui il Player Of The Year Award e il Players' Player Of The Season Award.

#### Burnley
Il 30 luglio 2015, Darikwa firma un triennale con il Burnley, squadra militante in Championship, la seconda serie inglese. L'8 agosto 2015, alla prima partita della stagione 2015-2016, Darikwa esordisce con la maglia dei Clarets nel pareggio per 1-1 contro il Leeds United, fornendo l'assist per il gol del pareggio di Sam Vokes. Il 26 settembre, Darikwa segna il suo primo gol nella partita persa per 2-1 contro il Reading.

#### Nottingham Forest
Il 26 luglio 2017, Darikwa firma un contratto quadriennale con il Nottingham Forest. Il suo primo gol con la maglia dei Reds lo segna il 20 settembre 2017 nella partita contro il Chelsea, nel match valido per il terzo turno di EFL Cup, perso per 5-1 dal Forest.

#### Wigan
L'11 gennaio 2021 viene ceduto in prestito al Wigan fino al termine della stagione.
Il 1º luglio 2021 viene riscattato dai latics con cui stipula un contratto biennale.

### Nazionale
L'8 novembre 2017 debutta nella Nazionale di calcio dello Zimbabwe nella partita persa contro il Lesotho.

## Statistiche

### Presenze e reti nei club
Aggiornate al 24 novembre 2017
| Stagione            | Squadra                    | Campionato          | Campionato | Campionato | Coppa nazionale | Coppa nazionale | League Cup | League Cup | Altro | Altro | Totale | Totale |
| Stagione            | Squadra                    | Serie               | Pres.      | Gol        | Pres.           | Gol             | Pres.      | Gol        | Pres. | Gol   | Pres.  | Gol    |
| ------------------- | -------------------------- | ------------------- | ---------- | ---------- | --------------- | --------------- | ---------- | ---------- | ----- | ----- | ------ | ------ |
| 2010–11             | Chesterfield               | League Two          | 0          | 0          | 1               | 0               | 0          | 0          | 0     | 0     | 1      | 0      |
| 2011–12             | Chesterfield               | League One          | 2          | 0          | 0               | 0               | 0          | 0          | 1     | 0     | 3      | 0      |
| 2012–13             | Chesterfield               | League Two          | 36         | 5          | 2               | 0               | 1          | 0          | 1     | 0     | 40     | 5      |
| 2013–14             | Chesterfield               | League Two          | 41         | 3          | 2               | 1               | 1          | 0          | 6     | 1     | 50     | 5      |
| 2014–15             | Chesterfield               | League One          | 46         | 1          | 6               | 0               | 1          | 0          | 3     | 0     | 56     | 1      |
| Totale Chesterfield | Totale Chesterfield        | Totale Chesterfield | 125        | 9          | 11              | 1               | 3          | 0          | 11    | 1     | 150    | 11     |
| 2010–11             | Barrow (prestito)          | Conference Premier  | 1          | 0          | —               | —               | —          | —          | —     | —     | 1      | 0      |
| 2011–12             | Hinckley United (prestito) | Conference North    | 5          | 0          | —               | —               | —          | —          | —     | —     | 5      | 0      |
| 2015–16             | Burnley                    | Championship        | 21         | 1          | 2               | 0               | 1          | 0          | —     | —     | 24     | 1      |
| 2016–17             | Burnley                    | Premier League      | 0          | 0          | 4               | 0               | 1          | 0          | —     | —     | 5      | 0      |
| Totale Burnley      | Totale Burnley             | Totale Burnley      | 27         | 1          | 6               | 0               | 2          | 0          | —     | —     | 35     | 1      |
| 2017–18             | Nottingham Forest          | Championship        | 15         | 0          | 0               | 0               | 2          | 1          | —     | —     | 15     | 1      |
| Totale carriera     | Totale carriera            | Totale carriera     | 167        | 10         | 17              | 1               | 7          | 1          | 11    | 1     | 200    | 13     |

1. 1 2 3  Una presenza nel Football League Trophy
2. ↑  Due presenze nei playoff di League One, una nel Football League Trophy

## Palmarès

### Club

#### Competizioni nazionali
Campionato inglese di quarta divisione: 1 
Chesterfield: 2013-2014
- Football League One: 1

Wigan: 2021-2022

### Individuale
- Football League Young Player of the Month: dicembre 2012
- Chesterfield Player Of The Year 2014–15[15]
- Chesterfield Players Player Of The Season 2014–15[15]